# 야쓰 요시오

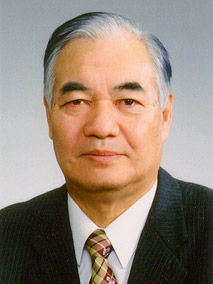
야쓰 요시오

야쓰 요시오(谷津義男, 1934년 7월 23일 ~ 2021년 6월 3일)는 일본의 정치인이다. 중앙 성청 개편 전의 제2차 모리 내각 개조내각과 후의 내각에서 농림수산대신을 지냈다.

## 같이 보기
- 한일의원연맹